# Церковь Святой Параскевы (Новица)
Церковь святой Параскевы (пол. Cerkiew św. Paraskewy) — грекокатолическая церковь, находящаяся в селе Новица, Горлицкий повят, Малопольское воеводство.

## История
Первые упоминания о церкви святой Параскевы в селе Новица относятся к 1842 году.
До окончания Второй мировой войны большинство населения села Новица составляли лемки. В 1946 году, когда жители села были переселены на западные территории Польши во время операции «Висла», церковь святой Параскевы была передана латинскому приходу. В 1956 году некоторые высланные семьи лемков вернулись в село. В 80-е годы XX столетия церковь была возвращена грекокатолической общине.

## Описание
Деревянная церковь построена в характерном для западнолемковской архитектуры трёхкупольном стиле XIX века. Над входом в храм находится массивная деревянная башня с куполом, увенчанным крестом. Подобные куполы с крестами находятся над нефом и пресвитериумом. Пресвитериум храма ориентирован на южное направление.
Внутри храма находится иконостас, датируемый XVIII веком.
В 1927 году внутренние стены храма были украшены полихромией.

## Источник
- G. i Z. Malinowscy, E. i P. Marciniszyn, Ikony i cerkwie. Tajemnice łemkowskich świątyń, Carta Blanca, Warszawa 2009, ISBN 978-83-61444-15-2